# Juan Alemán

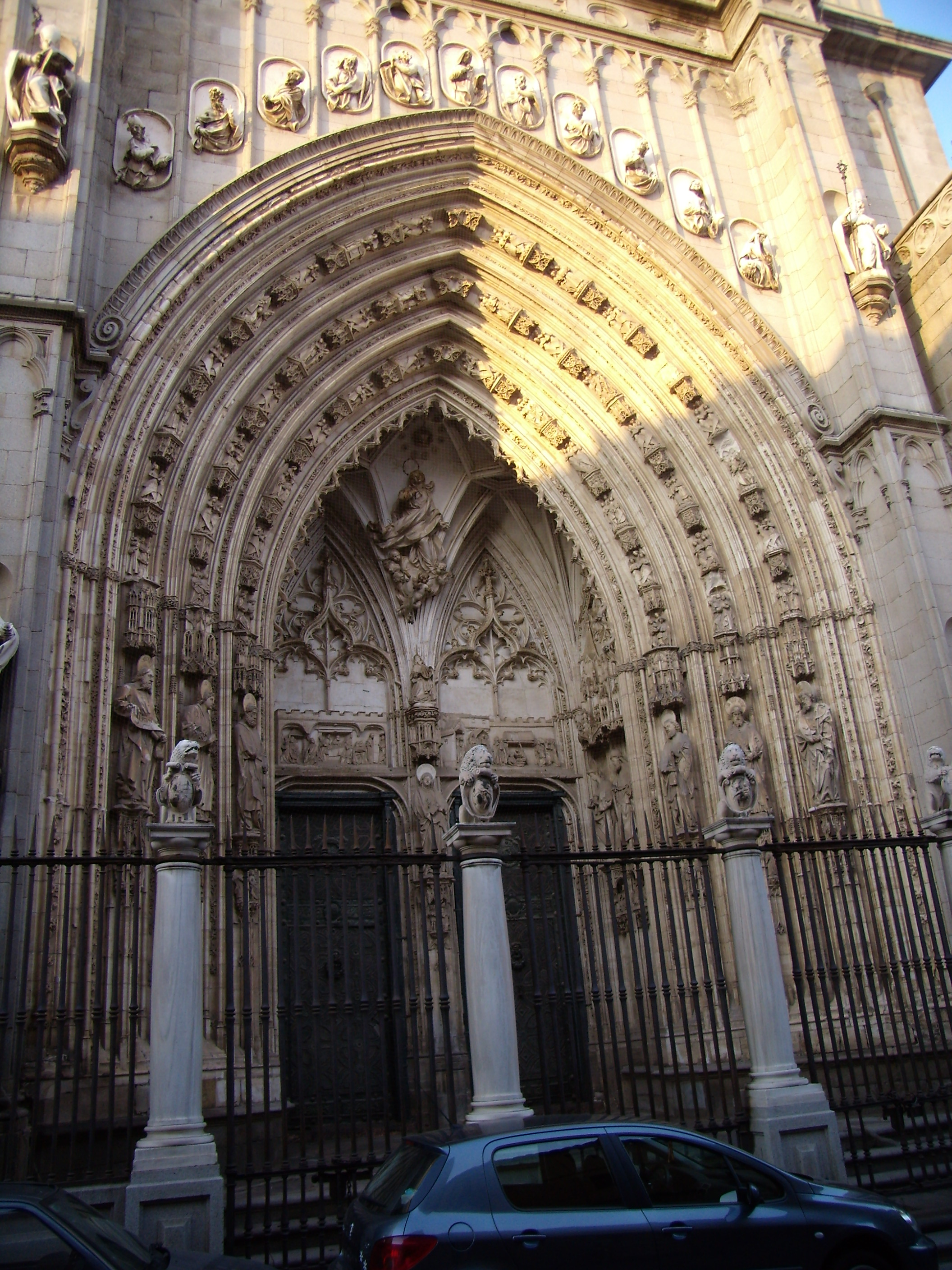
Lejonportalen vid Toledos domkyrka.

Juan Alemán, född omkring 1398, död omkring 1468, var en skulptör av nederländskt eller tyskt ursprung som var verksam i Spanien.
Under ledning av skulptören Hanequin de Bruselas (Hanequin de Bruxelles) var Alemán aktiv vid domkyrkan i Toledo, bland annat vid Lejonportalen. Där formgav han fyra apostlar, tre bibliska Mariafigurer, Nikodemos och tjugo grupper med änglar. Alemán utpekas även som skulptör vid en annan portal i domkyrkan där Jesse stamträd är framställd. Dessutom kan Jesu uppståndelse på en kolonn vara utförd av Alemán.
Han är inte identisk med en namne som var aktiv under tidiga 1500-talet vid ett hospital i Cádiz samt vid domkyrkan i Sevilla.